# Prizmatični uniformni polieder
Prizmatični uniformni polieder je uniformni polieder z diedersko simetrijo. Obstajajo v treh neskončnih skupinah. To so uniformne prizme in uniformne antiprizme. Vse imajo oglišča v vzporednih ravninah in so torej prizmatoidi.

## Konfiguracija oglišč in simetrijske grupe
Ker so izogonalni (ogliščno tranzitivni), njihova razvrstitev oglišč pripada simetrijski grupi. Razlika med prizmatično in antiprizmatično simetrijsko grupo je v tem, da ima Dph oglišča usmerjena navzgor v obeh ravninah, kar da temu zrcalno ravnino, ki je pravokotna na njeno p-kratno os. Pri tem ima Dph svoja oglišča  zasukana glede na drugo ravnino, ki pa daje vrtilno zrcaljenje. Vsaka ima zrcalne ravnine, ki vsebujejo  p-kratne osi.
Simetrijska grupa Dph vsebuje inverzijo samo, če je paren. Dph pa vsebuje inverzijsko simetrijo samo, če je p neparen.

## Številčenje
Znane so
- prizme za vsako racionalno število p/q>2 s simetrijsko grupo Dpd če je q neparen, Dph če je q paren.
- antiprizme za vsako racionalno število p/q>3/2 s simetrijsko grupo Dpd, če je q neparen in Dpd kadar je q paren.

Če je p/q celo število ali p/q = 1, je prizma ali antiprizma konveksna.
Antiprizma z p/q<2 je prekrižana  ali retrogradna. Kadar pa je p/q ≤ 3/2 ne more obstajati uniformna antiprizma, ker bi prekršila trikotniško neenakost

## Slike
Opomba: tetraeder, kocka in oktaeder so navedeni kot, da imajo diedersko simetrijo. To pomeni kot, da so digonalne antiprizme, kvadratne prizme in tristrane antiprizme, čeprav ima tetraeder takrat, ko jih uniformno pobarvamo, tetraedersko simetrijo ter imata kocka in oktaeder oktaedersko simetrijo.
| Simetrijska grupa     | Konveksna | Zvezdne oblike | Zvezdne oblike | Zvezdne oblike | Zvezdne oblike | Zvezdne oblike | Zvezdne oblike | Zvezdne oblike |
| --------------------- | --------- | -------------- | -------------- | -------------- | -------------- | -------------- | -------------- | -------------- |
| d2d [2+,2] (2*2)      | 3.3.3     |                |                |                |                |                |                |                |
| d3h [2,3] (*223)      | 3.4.4     |                |                |                |                |                |                |                |
| d3d [2+,3] (2*3)      | 3.3.3.3   |                |                |                |                |                |                |                |
| d4h [2,4] (*224)      | 4.4.4     |                |                |                |                |                |                |                |
| d4d [2+,4] (2*4)      | 3.3.3.4   |                |                |                |                |                |                |                |
| d5h [2,5] (*225)      | 4.4.5     | 4.4.5/2        | 3.3.3.5/2      |                |                |                |                |                |
| d5d [2+,5] (2*5)      | 3.3.3.5   | 3.3.3.5/3      |                |                |                |                |                |                |
| d6h [2,6] (*226)      | 4.4.6     |                |                |                |                |                |                |                |
| d6d [2+,6] (2*6)      | 3.3.3.6   |                |                |                |                |                |                |                |
| d7h [2,7] (*227)      | 4.4.7     | 4.4.7/2        | 4.4.7/3        | 3.3.3.7/2      | 3.3.3.7/4      |                |                |                |
| d7d [2+,7] (2*7)      | 3.3.3.7   | 3.3.3.7/3      |                |                |                |                |                |                |
| d8h [2,8] (*228)      | 4.4.8     | 4.4.8/3        |                |                |                |                |                |                |
| d8d [2+,8] (2*8)      | 3.3.3.8   | 3.3.3.8/3      | 3.3.3.8/5      |                |                |                |                |                |
| d9h [2,9] (*229)      | 4.4.9     | 4.4.9/2        | 4.4.9/4        | 3.3.3.9/2      | 3.3.3.9/4      |                |                |                |
| d9d [2+,9] (2*9)      | 3.3.3.9   | 3.3.3.9/5      |                |                |                |                |                |                |
| d10h [2,10] (*2.2.10) | 4.4.10    | 4.4.10/3       |                |                |                |                |                |                |
| d10d [2+,10] (2*10)   | 3.3.3.10  | 3.3.3.10/3     |                |                |                |                |                |                |
| d11h [2,11] (*2.2.11) | 4.4.11    | 4.4.11/2       | 4.4.11/3       | 4.4.11/4       | 4.4.11/5       | 3.3.3.11/2     | 3.3.3.11/4     | 3.3.3.11/6     |
| d11d [2+,11] (2*11)   | 3.3.3.11  | 3.3.3.11/3     | 3.3.3.11/5     | 3.3.3.11/7     |                |                |                |                |
| d12h [2,12] (*2.2.12) | 4.4.12    | 4.4.12/5       |                |                |                |                |                |                |
| d12d [2+,12] (2*12)   | 3.3.3.12  | 3.3.3.12/5     | 3.3.3.12/7     |                |                |                |                |                |
| ...                   |           |                |                |                |                |                |                |                |